# NSB Di 8
Die Baureihe Di 8 sind dieselelektrische Lokomotiven für die Beförderung von Güterzügen auf nichtelektrifizierten Strecken. Norges Statsbaner (NSB) beschaffte die Lokomotiven für leichte Güterzüge und für den Rangierdienst, setzte sie jedoch hauptsächlich auf der Nordlandbahn ein.

## Geschichte
Für das in den 1990er Jahren entwickelte Bedienungskonzept für den regionalen Güterverkehr der NSB wurden streckentauglichen Dieselloks benötigt. Nach einer Mietphase mit mehreren DE 6400 aus den Niederlanden und T 44 aus Schweden  begann 1996 die Lieferung von 20 aus der DE 6400 und MaK DE 1002 weiterentwickelten Lokomotiven.
Die 20 Di 8 wurden 1996 und 1997 von Siemens Fahrzeugtechnik gebaut und mit den laufenden Nummern 701 bis 720 im norwegischen Nummernsystem eingereiht. Durch die Verwendung für schwere Güterzüge sind die Lokomotiven sehr schadanfällig. Ursprünglich hatten die Lokomotiven eine gelbe Farbgebung mit rotem Führerhaus. Durch den Mittelführerstand ist die Lok gut für Rangierarbeiten geeignet.

## CargoNet Di 8
2002 gaben die Norwegischen Staatsbahnen die gesamte Serie an CargoNet ab, die die Lokomotiven zusätzlich in Schweden einsetzt. Ein Teil der Lokomotiven erhielt zwischenzeitlich die graue Lackierung von CargoNet.
Für die für den Einsatz auf der Nordlandbahn unterdimensionierten und störanfälligen Lokomotiven suchte CargoNet Ersatz. 2005 wurden sie auf der Strecke durch sechs gemietete CD 66 ersetzt, die die Di 8 in leichtere Dienste verdrängte.
2010 wurden weitere sechs Lokomotiven des Typs Vossloh Euro 4000 von Beacon Rail Leasing angemietet, so dass überzählige Di 8 vorhanden waren, die zum Verkauf standen.
Nach der Ausmusterung der Di 8 711 im Juli 2013 waren bei CN die Di 8 705–707, 709, 710, 713 und 715 vorhanden.

## NSB Berging og Beredskap Di 8 / Bane NOR Di 8
Im September 2013 wurden sie bis auf die zu diesem Zeitpunkt abgestellte 710 an NSB Berging og Beredskap (NSB BBJ) abgegeben, die 710 folgte am 8. April 2015. NSB Berging og Beredskap wurde im Oktober 2016 von Bane NOR übernommen.

## Vy Berging og Beredskap Di 8
Mit dem Übergang von NSB auf Vy Norges Statsbaner AS gingen die Lokomotiven am 24. April 2019 an Vy Berging og Beredskap (Vy BBJ).

## Verkauf nach England
Im Oktober 2011 erhielt GB Railfreight den Zuschlag für den Betrieb einer Industriebahn im Zusammenhang mit dem Kauf und der Wiedereröffnung der Teesside Steelworks in Redcar in Großbritannien durch Sahaviriya Steel Industries. Die Gesellschaft war auf der Suche nach Lokomotiven für die interne Beförderung der Wagen mit flüssigem Stahl zwischen den Hochöfen und den Stranggießanlagen. Zehn Di 8, 701–704, 708, 712 sowie 716–720, konnten verkauft werden und erhielten die neuen Nummern 801–804, 808, 812 sowie 816–817, 819–820. Die ersten fünf Lokomotiven verließen Norwegen am 12. Dezember 2011 und kamen am 20. Dezember 2011 in England an. Der Rest erreichte England im Januar 2012. Acht dieser zehn Lokomotiven kamen in den Einsatzbestand, die beiden anderen (718, 820) dienen als Ersatzteilspender.
Nach der Schließung des Stahlwerks Teesside im Jahr 2015 wurden die Lokomotiven an Tata Steel (jetzt British Steel) vermietet, um sie im Werk in Scunthorpe zu verwenden und dort die alternden C-gekuppelten Janus-Stangenlokomotiven der Yorkshire Engine Company zu ersetzen.

## Verbleib
Am 4. April 2011 brach bei der Di 8 711 bei Kløfta ein Brand aus. Die Lok beförderte einen Güterzug mit Flugbenzin zum Flughafen Oslo-Gardermoen in Gardermoen. Der Brand begann in einem Elektroschrank, nachdem eine Dieselpumpe undicht wurde. Der Schaden an der Lok war so groß, dass sie 2011 verschrottet werden musste.